# Districte de Medzilaborce
El districte de Medzilaborce - (eslovac) Okres Medzilaborce - és un dels 79 districtes d'Eslovàquia. Es troba a la regió de Prešov, al nord del país. Té una superfície de 427,25 km², i el 2013 tenia 12.310 habitants. La capital és Medzilaborce.

## Demografia
| Godina             | 1994   | 2004   | 2014   | 2024    |
| ------------------ | ------ | ------ | ------ | ------- |
| Nombre de persones | 12.962 | 12.392 | 12.252 | 10.605  |
| Diferència         |        | −4,39% | −1,12% | −13,44% |

| Godina             | 2023   | 2024   |
| ------------------ | ------ | ------ |
| Nombre de persones | 10.665 | 10.605 |
| Diferència         |        | −0,56% |

## Llista de municipis

### Ciutats
- Medzilaborce

### Pobles
Brestov nad Laborcom | Čabalovce | Čabiny | Čertižné | Habura | Kalinov | Krásny Brod | Ňagov | Oľka | Oľšinkov | Palota | Radvaň nad Laborcom | Repejov | Rokytovce | Roškovce | Sukov | Svetlice | Valentovce | Volica | Výrava | Zbojné | Zbudská Belá
1. 1 2  «Počet obyvateľov podľa pohlavia - obce (ročne) [om7102rr_obce=AREAS_SK]».   Statistical Office of the Slovak Republic, 31-03-2025. [Consulta: 31 març 2025].